# Ciclismo nos Jogos Pan-Americanos de 2019 - Perseguição por equipes masculino
A competição do madison masculino foi um dos eventos do ciclismo nos Jogos Pan-Americanos de 2019, em Lima. Foi disputada no Velódromo de la Villa Deportiva Nacional em 3 de agosto.

## Calendário
Horário local (UTC-5).
| Data        | Horário | Fase         |
| ----------- | ------- | ------------ |
| 3 de agosto | 11:24   | Qualificação |
| 3 de agosto | 18:43   | Final        |

## Medalhistas
| Ouro   | USA Adrian Hegyvary Gavin Hoover John Croom Ashton Lambie                |
| Prata  | COL Juan Arango Carvajal Bryan Peñaloza Jordan Parra Brayan Vergara      |
| Bronze | CHI Felipe Peñaloza Antonio Cabrera Torres José Luís Aguilar Pablo Duque |

## Recordes
Recordes mundial e pan-americano antes da disputa dos Jogos Pan-Americanos de 2019.
| Tipo                             | Atleta    | Tempo    | Local       | Data                    |
| -------------------------------- | --------- | -------- | ----------- | ----------------------- |
|                                  | Austrália | 3:48.012 | Pruszków    | 28 de fevereiro de 2019 |
| Recorde dos Jogos Pan-Americanos | Colômbia  | 3:59.236 | Guadalajara | 17 de outubro de 2011   |

## Resultados

### Qualificação
| Colocação | Nacionalidade         | Ciclista                                                             | Tempo    | Notas |
| --------- | --------------------- | -------------------------------------------------------------------- | -------- | ----- |
| 1         | USA Estados Unidos    | Adrian Hegyvary Gavin Hoover John Croom Ashton Lambie                | 4:03.796 | QF    |
| 2         | COL Colômbia          | Juan Arango Carvajal Bryan Peñaloza Jordan Parra Brayan Vergara      | 4:07.153 | QF    |
| 3         | CHI Chile             | Felipe Peñaloza Antonio Cabrera Torres José Luís Aguilar Pablo Duque | 4:07.393 | QB    |
| 4         | MEX México            | Ignacio Juárez José Infante Edibaldo Rayas Ignacio Díaz              | 4:11.384 | QB    |
| 5         | PER Peru              | Alonso Zuñiga André Zenteno Alain Colque Hugo Callé                  | 4:14.415 |       |
| 6         | TTO Trinidad e Tobago | Tyler Cole Jovian Gómez Kemp Orosco Jabari Schae Je Whiteman         | 4:24.216 |       |

### Final
| Colocação         | Bateria             | Nacionalidade      | Cilista                                                              | Tempo    | Notas |
| ----------------- | ------------------- | ------------------ | -------------------------------------------------------------------- | -------- | ----- |
| Medalha de ouro   | Disputa pelo ouro   | USA Estados Unidos | Adrian Hegyvary Gavin Hoover John Croom Ashton Lambie                | 4:00.772 |       |
| Medalha de prata  | Disputa pelo ouro   | COL Colômbia       | Juan Arango Carvajal Bryan Peñaloza Jordan Parra Brayan Vergara      | 4:05.098 |       |
| Medalha de bronze | Disputa pelo bronze | CHI Chile          | Felipe Peñaloza Antonio Cabrera Torres José Luís Aguilar Pablo Duque | 4:03.970 |       |
| 4                 | Diputa pelo bronze  | MEX México         | Ignacio Juárez José Infante Edibaldo Rayas Ignacio Díaz              | 4:11.634 |       |

Legenda
| Recorde mundial                  | Recorde mundial (World record)               |                       | Recorde africano                      | Recorde africano (African) |                                           | Q | Classificado por posição (Qualified) |
| Recorde dos Jogos Pan-Americanos | Recorde pan-americano (Pan-American record)  | Recorde da América    | Recorde da América (Americas)         | q                          | Classificado por melhor tempo (Qualified) |   |                                      |
| Melhor marca do ano              | Melhor marca do ano (World leading)          | Recorde asiático      | Recorde asiático (Asian)              | DNS                        | Não largou (Did not start)                |   |                                      |
| Recorde nacional                 | Recorde nacional (National record)           | Recorde europeu       | Recorde europeu (European)            | DNF                        | Não terminou (Did not finish)             |   |                                      |
| Recorde pessoal                  | Recorde pessoal do atleta (Personal best)    | Recorde da Oceania    | Recorde da Oceania (Oceania)          | DSQ / DQ                   | Desclassificado (Disqualified)            |   |                                      |
| Recorde da temporada             | Recorde da temporada do atleta (Season best) | Recorde sul-americano | Recorde sul-americano (South America) | NM                         | Sem marca (No mark)                       |   |                                      |